# ليبتوسيراتوبس
الليپتوسيراتوپس (Leptoceratops) هو جنس من الديناصورات السيراتوپسية عاش خلال فترة الطباشيري المتأخر (أواخر مرحلة الماسترخي، منذ 66.8-66 مليون سنة) في ما هو الآن غرب أمريكا الشمالية.